# The Prince and the Pauper (1977)
The Prince and the Pauper, uitgebracht in Amerika als Crossed Swords, is een actie-avonturenfilm onder een regie van Richard Fleischer uit 1977. Het verhaal is gebaseerd op het boek De prins en de bedelaar van Mark Twain. Hoofdrollen worden gespeeld door Oliver Reed, Ernest Borgnine, Raquel Welch, George C. Scott, Charlton Heston, Sir Rex Harrison en Mark Lester. Lester speelt de dubbelrol van Eduard VI van Engeland en Tom Canty.

## Verhaal
Het verhaal speelt zich af in de 16de eeuw. Tiener Tom Canty wordt door zijn vader verplicht om te zakkenrollen. Hij steelt een geldbeurs uit de zakken van een rijke man, maar verliest deze wanneer hij tegen iemand anders opbotst. Omdat men denkt dat Tom de beurs nog heeft, wordt hij achtervolgd. Hij klimt ergens over een muur en belandt in de tuin en voor de voeten van Koning Henry VIII. Tom vlucht - achtervolgd door enkele wachters - en klimt een dak op waar hij zich verbergt in een schoorsteen. Ergens beneden geeft koning Henry VIII het bevel om Thomas Howard, de derde hertog van Norfolk, te arresteren op het verklede bal die avond.
Prins Eduard VI van Engeland zit in zijn kamer en is vastbesloten om het voor hem voorziene verkleedkostuum niet te dragen op het bal. Tom valt door de schoorsteen en belandt in de kamer van de prins. Eduard is geïnteresseerd in wie Tom is en omdat ze op elkaar lijken, beslissen ze om op het bal een tijdelijke persoonsverwisseling door te voeren. Zo zal Eduard doorgaan als een bedelaar en Tom als de prins. Nadat ze hun kledij wisselen, wordt Eduard - denkende dat hij Tom is - door de wachters en Miles Hendon uit het kasteel gezet. Op het bal tracht Tom uit te leggen dat hij niet Eduard is, maar niemand gelooft hem.
Eduard wordt door Miles naar het huis van John Canty gebracht. John wil de jongen slagen maar Miles komt tussenbeide. Daardoor belandt Miles in een kolkende rivier. Nu John wordt beticht van moord vlucht hij met "Tom" uit Londen. In het kasteel wordt Koning Henry VIII ziek en sterft. Eduard VI wordt daardoor weldra koning en geeft het bevel om Thomas Howard niet te executeren.
John en Edward komen terecht in de bende van Ruffler. Daar komen ze te weten dat de koning is gestorven. Edward kan uit de bende ontsnappen, maar John wordt vermoord. Edward komt Miles tegen die dus niet verdronken is. Samen gaan ze naar Hendon Hall waar blijkt dat Miles' broer Hugh is getrouwd met Lady Edith. Samen hebben zij de macht overgenomen van Hendon Hall. Daar kan Edward Miles overtuigen dat hij wel degelijk de echte prins (en weldra koning) is en hulp nodig heeft om het kasteel binnen te dringen om dit te bewijzen.
Edward en Miles spoedden zich met paard en kar naar Londen om de kroning van de nieuwe koning te doen stoppen. Miles verkleedt zich als Hugh. Edward kan de ceremonie doen stoppen en bewijst met de "prinselijke zegel" - die hij al die tijd bij zich had - dat hij de werkelijke prins is. Edward en Tom geven elkaar toe dat ze niet geschikt zijn om elkanders leven over te nemen. Na de kroning van Eduard tot koning wordt Tom uitgeroepen tot hoofdgouverneur en worden er over het land diverse instellingen opgericht voor de daklozen. Miles wordt in zijn eer als ridder hersteld, herstart zijn relatie met Edith en trouwt met haar.

## Rolverdeling
| Acteur           | Personage                         |
| ---------------- | --------------------------------- |
| Oliver Reed      | Sir Miles Hendon                  |
| Raquel Welch     | Lady Edith                        |
| Mark Lester      | Edward VI of England en Tom Canty |
| Charlton Heston  | Koning Henry VIII                 |
| Ernest Borgnine  | John Canty                        |
| George C. Scott  | Ruffler                           |
| Rex Harrison     | Thomas Howard                     |
| David Hemmings   | Hugh Hendon                       |
| Harry Andrews    | Edward Seymour                    |
| Julian Orchard   | St. John                          |
| Murray Melvin    | stylist van Henry                 |
| Lalla Ward       | Prinses Elizabeth                 |
| Felicity Dean    | Jane Grey                         |
| Sybil Danning    | moeder Canty                      |
| Graham Stark     | nar                               |
| Preston Lockwood | vader Andrew                      |
| Arthur Hewlett   |                                   |
| Tommy Wright     |                                   |
| Harry Fowler     |                                   |
| Richard Hurndall | aartsbisschop Thomas Cranmer      |

|Don Henderso||Ruffian
|Dudley Sutton||Hodge
|Ruth Madoc||Moll